# 宁阳县第一中学
宁阳县第一中学創立於1954年3月，校址位於山東省泰安市寧陽縣文化路。

## 校史沿革
1954年3月，宁阳县人民政府决定筹建宁阳中学，校址选在县城西北隅洸河东岸，占地94.8亩。秋季开学，招收首届初中一年级学生6个班计336人，称之为初中一级。胡仲吉任宁阳中学副校长，孙云先任副教导主任，谢宗贵负责总务工作，韩杰鸿任团委书记，共有教职工 33 人。宁阳中学直属泰安专署文教科领导。张仪任本校年级主任。宋庆友，杜海龙任年级副主任。

## 学校荣誉
- 省级规范化学校
- 电化教育示范学校
- 体育传统项目学校
- 省级花园式单位
- 全国推进素质教育先进单位
- 连续 15 年保持省“文明单位”荣誉。

## 友好学校
- 山东大学
- 山东师范大学
- 曲阜师范大学
- 山东体育学院
- 中国矿业大学
- 北京圆明园学院
- 新疆喀什二中
- 新疆新源二中